# Celama lucidalis
Celama lucidalis är en fjärilsart som beskrevs av Walker 1864. Celama lucidalis ingår i släktet Celama och familjen trågspinnare. Inga underarter finns listade i Catalogue of Life.